# Pacto de Ouro Fino
Pacto de Ouro Fino é o nome atribuído a um suposto acordo político celebrado em 1913 entre as oligarquias de São Paulo e Minas Gerais, visando a alternância de políticos desses dois estados na presidência da República, consolidando a chamada política do café com leite. O acordo teria sido supostamente firmado entre Cincinato Braga, figura proeminente da política paulista, e Júlio Brandão, governador de Minas Gerais. 

## Contexto e Objetivos
A alegada celebração do Pacto de Ouro Fino ocorreu após o início do governo do rio-grandense Hermes da Fonseca (1910-1914), que adotou uma série de medidas consideradas centralizadoras e que desagradaram às oligarquias estaduais, especialmente as de São Paulo e Minas Gerais. Diante desse cenário, os governadores desses dois estados teriam resolvido formalizar uma aliança política, com o principal objetivo de garantir que a presidência da República fosse ocupada por um político que defendesse os interesses dessas oligarquias, em detrimento de outras forças políticas. 

## Controvérsias
Apesar da popularidade do termo e da associação do "Pacto de Ouro Fino" com a consolidação da política do café com leite, a historiografia aponta para a ausência de evidências concretas sobre a sua existência formal. Não foram encontradas referências prováveis a um pacto efetivo com esse nome, tampouco a um encontro específico em Ouro Fino ou menções em documentos dos principais articuladores citados, como Júlio Bueno Brandão e Cincinato Braga, ou de outros atores envolvidos diretamente no processo sucessório de 1914. 

Para alguns historiadores, a ausência de registros formais sugere que este tipo de acordo conspiratório, se de fato ocorreu, foi um entre tantos outros encontros informais e banais que frequentemente aconteciam no início da República Velha. Tais arranjos, pelo seu conteúdo e forma silenciosa, não deixavam marcas documentais e não se revestiam de formalidade, devendo ter sua importância e consequências relativizadas. 